# Oliokminsk
Oliokminsk (en russe : Олёкминск) est une ville de la République de Sakha (Iakoutie), en Russie. Sa population s'élevait à 9 202 habitants en 2017.

## Géographie
La ville est située en Sibérie, au sud du plateau de la Léna, à 531 km au sud-ouest de Iakoutsk, la capitale régionale, et à 4 577 km à l'est de Moscou. Elle s'étend sur la rive gauche du fleuve Léna, à quelques kilomètres en amont de son point de confluence avec l'Olekma. L'agglomération est le centre administratif du raïon qui porte son nom.

### Climat
| Mois                                        | jan.       | fév.       | mars       | avril      | mai        | juin      | jui.      | août      | sep.       | oct.       | nov.       | déc.       | année      |
| ------------------------------------------- | ---------- | ---------- | ---------- | ---------- | ---------- | --------- | --------- | --------- | ---------- | ---------- | ---------- | ---------- | ---------- |
| Température minimale moyenne (°C)           | −33,9      | −30,3      | −21,6      | −8,9       | 1,1        | 8,7       | 12,2      | 8,9       | 1,3        | −8,7       | −24,4      | −34,3      | −10,8      |
| Température moyenne (°C)                    | −30        | −25,4      | −14,8      | −2,4       | 7,4        | 15,9      | 18,5      | 14,7      | 6,2        | −4,7       | −20,4      | −30,5      | −5,5       |
| Température maximale moyenne (°C)           | −26        | −19,9      | −7,7       | 4          | 13,8       | 23        | 25,1      | 21,3      | 11,8       | −0,5       | −16,4      | −26,8      | 0,1        |
| Record de froid (°C) date du record         | −60,1 1907 | −57,6 1891 | −47,4 1937 | −35,1 1914 | −16,1 1905 | −4,7 1999 | 0,2 1978  | −4,7 2016 | −13,7 1992 | −32,1 1882 | −49,1 1998 | −57,2 1930 | −60,1 1907 |
| Record de chaleur (°C) date du record       | 2 1979     | 1 1998     | 11,2 1953  | 18,8 1934  | 31,1 1992  | 35,4 1991 | 36,5 1961 | 37,7 1986 | 26,6 1944  | 18,2 1943  | 6,1 1978   | −0,7 1951  | 37,7 1986  |
| Ensoleillement (h)                          | 38         | 116        | 211        | 249        | 268        | 295       | 308       | 241       | 152        | 93         | 60         | 17         | 2 048      |
| Précipitations (mm)                         | 17         | 14         | 10         | 10         | 36         | 40        | 58        | 56        | 43         | 21         | 23         | 19         | 347        |
| dont neige (cm)                             | 36         | 43         | 47         | 29         | 1          | 0         | 0         | 0         | 0          | 4          | 17         | 27         | 204        |
| Record de pluie en 24 h (mm) date du record | 15 1911    | 6 1936     | 9 1915     | 15 1911    | 66 1909    | 39 2005   | 80 1982   | 50 1890   | 33 1947    | 31 1980    | 13 1968    | 10 1909    | 80 1982    |
| Nombre de jours avec précipitations         | 0          | 0          | 0,2        | 3          | 15         | 16        | 15        | 15        | 17         | 5          | 0,1        | 0          | 86         |
| Humidité relative (%)                       | 80         | 79         | 71         | 60         | 57         | 63        | 69        | 74        | 75         | 77         | 82         | 80         | 72         |
| Nombre de jours avec neige                  | 27         | 24         | 18         | 13         | 6          | 1         | 0         | 0         | 5          | 23         | 27         | 27         | 171        |
| Nombre de jours d'orage                     | 0          | 0          | 0          | 0,1        | 1          | 5         | 7         | 4         | 0          | 0          | 0          | 0          | 17         |
| Nombre de jours avec brouillard             | 2          | 0,3        | 0,2        | 0,2        | 1          | 2         | 4         | 8         | 5          | 2          | 2          | 2          | 29         |

| Diagramme climatique                                  |              |             |         |           |         |            |           |           |            |              |              |
| J                                                     | F            | M           | A       | M         | J       | J          | A         | S         | O          | N            | D            |
| −26−33,917                                            | −19,9−30,314 | −7,7−21,610 | 4−8,910 | 13,81,136 | 238,740 | 25,112,258 | 21,38,956 | 11,81,343 | −0,5−8,721 | −16,4−24,423 | −26,8−34,319 |
| Moyennes : • Temp. maxi et mini °C • Précipitation mm |              |             |         |           |         |            |           |           |            |              |              |

## Histoire
En 1636, un village fortifié (ostrog) est créé par une troupe de Cosaques commandée par Piotr Beketov (vers 1610-1656) en face de l'embouchure de l'Olekma. Plus tard la colonie est déplacée vers un emplacement mieux situé, à l'abri de la majorité des crues. L'agglomération située au carrefour de deux importants voies navigables servit de point de départ pour l'expansion russe vers l'Amour et devint plus tard un centre administratif et commercial sur la route conduisant à Iakoutsk.
En 1783, Oliokminsk devint un chef-lieu d'ouïezd puis en 1822 d'okroug de l'oblast de Iakoutsk. Deux des décembristes, Nikolaï Tchijov et Andrei Andreïev, sont assignés à résidence dans l'agglomération. En 1897 il y avait 120 maisons et 26 yourtes, deux églises, un hôpital de huit lits, une école confessionnelle et deux autres écoles. Une foire avait lieu une fois par an.

## Population
Recensements (*) ou estimations de la population
| 1856 | 1897* | 1926* | 1939* | 1959* | 1970*  | 1979*  |
| ---- | ----- | ----- | ----- | ----- | ------ | ------ |
| 200  | 1 144 | 2 300 | 5 200 | 7 876 | 10 646 | 10 595 |

| 1989*  | 2002*  | 2010* | 2014  | 2015  | 2016  | 2017  |
| ------ | ------ | ----- | ----- | ----- | ----- | ----- |
| 11 478 | 10 003 | 9 494 | 9 206 | 9 178 | 9 192 | 9 202 |

## Économie
Oliokminsk possède un petit aéroport et un port sur le Léna. L'industrie du bois constitue la principale activité économique.